# 바른 마음
<바른 마음>은 뉴욕 대학 스턴 경영대학원 교수인 조너선 하이트가 쓴 책이다. 인간이 도덕적 추론을 어떻게 내리는지를 설명하고, 이를 바탕으로 진보와 보수가 가지는 가치관의 차이를 설명한 뒤, 앞으로 공존을 위해 나아가야 할 방향을 제시하는 책이다.
우선 이 책은 한국어판 기준 거의 700페이지에 달하는 분량이며, 크게 3부로 구성되어있다. 저자 자신도 원래는 하나의 부가 한 책을 이뤄야 한다고 말할 정도로 양이 방대하다. 

## 배경
한겨레 신문의 이유진 기자는 조너선 하이트를 인터뷰했다. 그 인터뷰에서 조너선 하이트가 밝히기를 민주당이 서민층을 분노케 한 이유를 설명하고, 조시 부시 전 대통령이 당선된 과정을 이해하는 과정에 이 책을 썼다고 언급했다.

## 주제
이 책의 주요 주제는 6가지 도덕 매트릭스이고, 보수가 진보보다 더 다양한 매트릭스를 사용하여 유권자들에게 다가감을 설명한다. 조선일보의 곽아람 기자는 조너선 하이트를 인터뷰했고, 그 인터뷰에서 조너선 하이트는 "배려·공평·자유의 가치는 모든 사람이 인정하지만 충성·권위·신성함이 선(善)이 될 수 있다는 개념이 좌파에겐 명료하게 다가오지 않는다는 것이다. 좌파는 그런 것들이 파시즘이나 인종주의의 일부라고 생각한다."라고 주장했다. 즉, 좌파들이 거부하는 가치가 어떤 이에게는 핵심 가치인데, 이를 좌파가 간과하는 부분이 있기에 보수가 유권자들에게 더 설득력이 있다고 주장한다. 다만, 이는 미국 정치에 한정한 것이다.  

## 줄거리

### 1부: 제1원칙 - 바른 마음은 철저히 전략적이며 이기적이다_직관이 먼저이고 전략적 추론은 그 다음이다
1부의 핵심은 ‘이성과 감정(직관) 중 무엇이 먼저인가’에 대한 질문과 맞닿아있다. 플라톤은 이성이 감정에 선행한다고 보았고, 흄은 감정이 이성에 선행한다고 보았으며, 제퍼슨은 이성과 감정이 동시에 우리의 행동을 통제한다고 보았다.
이 책의 작가인 조너선 하이트는 흄의 입장, 즉 감정이 이성에 선행하는 것이 올바른 견해라고 판단했다. 이성은 직관으로 내린 판단을 정당화하는 역할에 지나지 않는다고 주장한다.

### 2부: 제2원칙 - 바른 마음에는 다양한 힘이 있다_도덕성은 단순히 피해와 공평성 차원에만 국한되지 않는다.
1부에서 작가는 감정이 이성에 선행함을 주장했다면, 2부에서는 감정은 어떤 판단 기준을 가지고 도덕 판단을 하는가에 대해 설명한다. 그는 크게 6가지 도덕 매트릭스를 제시한다. 배려와 피해, 공평성과 부정, 충성심과 배신, 권위와 전복, 고귀함과 추함, 자유와 압제가 바로 그 6가지 판단 기준이고, 각각의 기준이 어떻게 발현되었는지 역사적 근거를 덧붙인다.
또한, 이를 정치의 영역으로 확장시켜 진보주의자들은 배려와 피해, 자유와 압제, 공평성과 부정 기반만 활용하는 반면, 보수주의자들은 6가지 매트릭스를 모두 활용한다고 주장한다.

### 3부: 제3원칙 - 바른 마음은 개인보다 집단의 차원에서 더 강력하다_도덕은 사람들을 뭉치게도 하고 눈멀게도 한다.
3부에서는 우리가 감정을 어떻게 ‘활용’해야 하는가를 정치적 차원에서 바라본다. 우리가 이기적이면서도 집단적인 이유를 설명함과 동시에 자아를 잊을 정도로 집단에 동화될 수 있는 이유를 ‘군집스위치’라는 개념을 통해 설명한다.
그리고 마지막으로는 전에 했던 설명들을 모두 종합하여 진보주의자에게 배울 점과 보수주의자에게 배울 점들을 언급하며 건설적인 정치가 나아가야 할 방향성을 제시한다.

## 평가
윌리엄 살레탄은 2012년 뉴욕 타임즈에 이 책이 "인류에 대한 이해에 획기적인 기여를 했다"라고 평가했다.
그 책은 가디언지에서 두 가지 평가를 받았다: 2012년에 이안 버렐은 이 책을 "좌우의 도덕성에 대한 설득력 있는 연구"라고 평가했다. 그리고 2013년에 니콜라스 레자드는 "이 책을 조심해야 한다는 이상한 입장에서 추천하고 싶다. 재미있고, 즉흥적으로 쓰이며, 생각을 자극한다. 다음 선거에서 노동당이 승리하는 데 도움이 될 수도 있다. 하지만 현재로서는 영국 보수당을 설명할 수 없다."라고 평가했다.